# Antōnīs Vlontakīs
Antōnīs Vlontakīs (in greco Αντώνης Βλοντάκης?; New Jersey, 10 gennaio 1975) è un pallanuotista greco.

## Biografia
Cresciuto nelle giovanili del NO Chania, nel 1997 viene acquistato dall'Olympiakos Pireo: nei sette anni trascorsi con la squadra biancorossa vince 4 scudetti (1999, 2000, 2001 e 2002), 3 Coppe nazionali, una Coppa dei Campioni ed una Supercoppa europea.
Nel 2004, dopo aver contribuito al quarto posto della Nazionale ai Giochi di Atene, viene acquistato dai rivali dell'Ethnikos, con i quali vince uno scudetto (2006) ed una Coppa nazionale. Nel 2005 vince la classifica dei cannonieri. Nel 2008 passa al Panionios, con cui raggiunge la finale di Coppa LEN. Il 13 luglio 2009 viene annunciato il suo ritorno, dopo cinque anni, all'Olympiakos, dove rimane una sola stagione, in cui rivince campionato e coppa nazionale. Si trasferisce quindi al Chios per due stagioni, per poi passare al neopromosso Ydraikos nel 2014.
In Nazionale ha giocato oltre 200 partite, conquistando la medaglia di bronzo ai Mondiali di Montreal. Nel 1995 è inoltre arrivato secondo ai Mondiali giovanili.
È ufficiale del Limeniko Soma. Sposato con una celebre fotomodella, è padre di tre figli.